# راشل آرامیان
راشل آرامیان، روزنامه‌نگار در حوزه اقتصاد و دبیر سرویس اقتصاد روزنامه شرق که ایرانی آشوری است. آرامیان سابقه کار در روزنامه‌ها و خبرگزاری‌هایی چون روزنامه شرق، خبرآنلاین، و ... را دارد.
وی در نهمین جشنواره فصلی مطبوعات و خبرگزاری‌ها، مقام سوم را در بخش گزارش خبری، کسب کرد.